# Chersophilus duponti
La alondra ricotí o alondra de Dupont (Chersophilus duponti) es una especie de ave paseriforme de la familia Alaudidae propia de la región mediterránea. Es la única especie del género Chersophilus.

## Descripción
Es un ave de coloración en general marrón claro, de tamaño muy similar a la cogujada común, de unos 18 cm[cita requerida] pero con un pico casi tan largo como la longitud de su cabeza, marrón claro y curvo. Cabeza marrón con una lista ocular pálida y ancha;  plumaje de las alas alternando tonos marrón oscuro y bordes de las plumas mucho más claros, conformando un patrón críptico; pecho blancuzco con pintas marrones. 
Tiene un canto muy característico que termina en nota aflautada; de ahí el nombre de alondra ricotí, una onomatopeya de su canto[cita requerida], al igual que rocín en Aragón.

## Distribución y hábitat

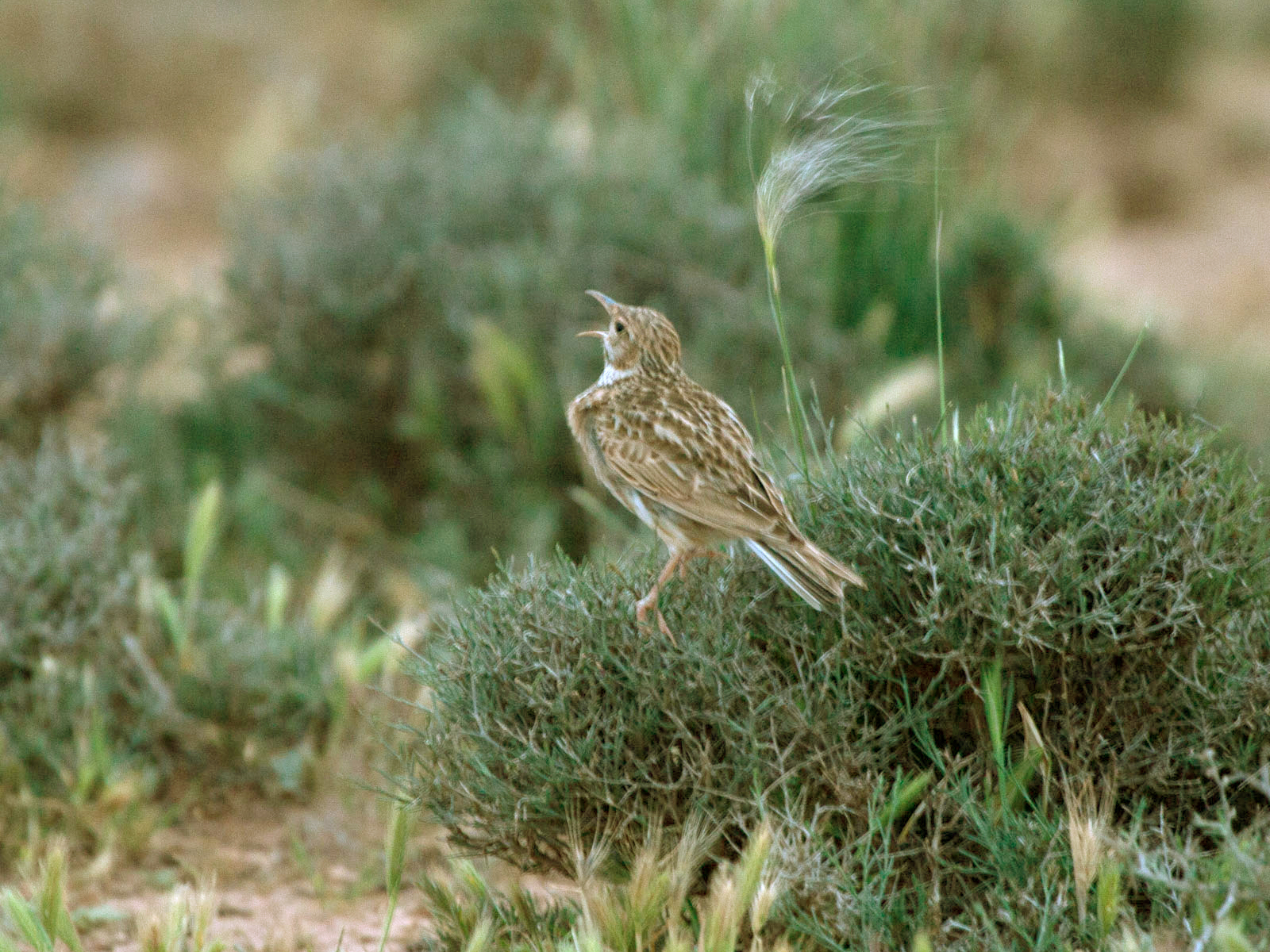
La alondra ricotí vive en herbazales secos.

Vive en el norte de África y la península ibérica, donde se localiza en el valle del Ebro, los páramos del sistema ibérico, La Mancha, Murcia y Andalucía oriental.
Es un pájaro de vida terrestre, con un plumaje críptico. Vive en zonas esteparias de vegetación escasa con tomillo y albardín. Se alimenta de insectos y semillas.

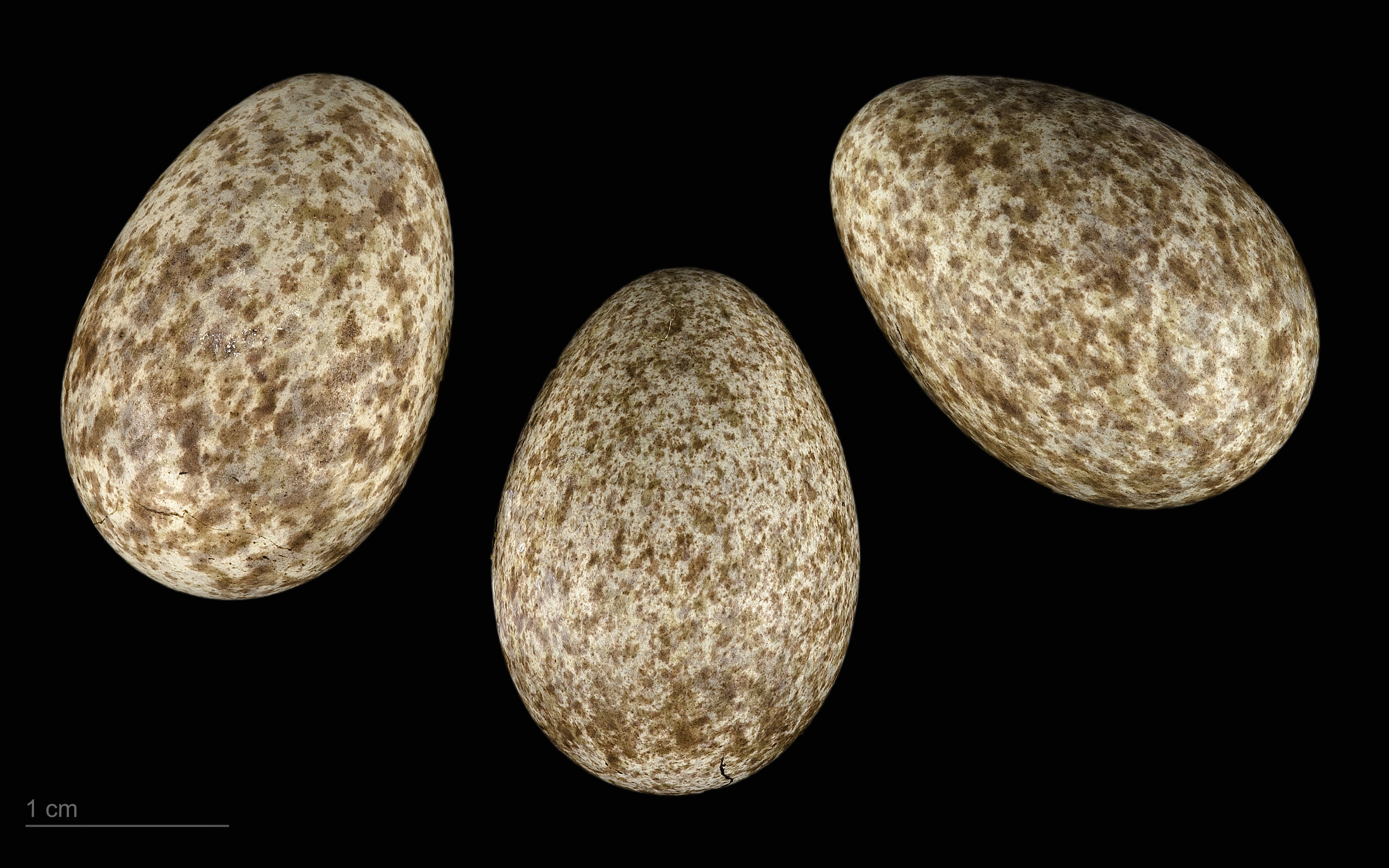
Chersophilus duponti duponti - MHNT

En el año 2000 se censó su población en menos de 2000 parejas en toda España. Pero un estudio de 2005 lo estimó a no más de 1300 parejas en toda España.

## Problemas de conservación
- En Andalucía se conocen tres poblaciones: una amenazada por el avance de los invernaderos, otra por una cantera y otra por un parque eólico, que ha sido reubicado para no alterar el hábitat de esta especie.
- La sustitución de su hábitat por regadíos y nuevos cultivos.
- En Cataluña se quiere hacer un aeropuerto en una zona de cría dónde se conocen al menos 15 parejas. Se propuso la cría en cautividad para poder hacer el aeropuerto. Algo totalmente desaconsejable al tratarse de una especie con serios problemas de distribución.

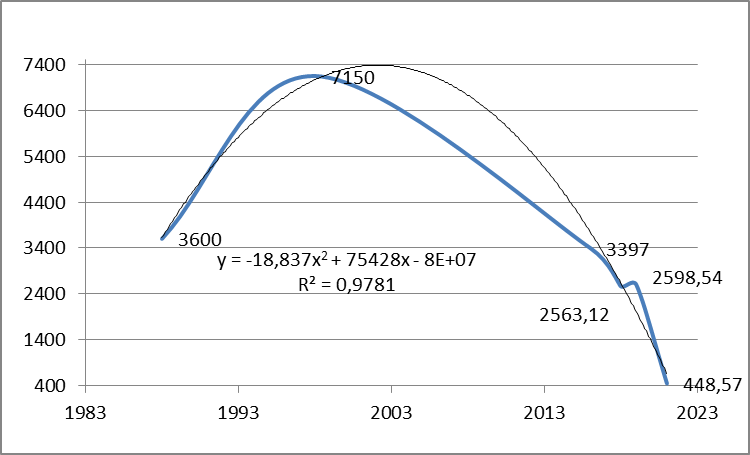
Descenso poblacional de la Alondra ricotí (Chersophilus duponti) en Aragón y avance de los últimos datos de pérdida de población de un 30-60%

### Situación en Aragón
En 1988, el censo de la población de la alondra ricotí sumaba 3600 ejemplares, pero en un censo posterior se revisó al alza, situándose en un rango entre 4700 y 4900 ejemplares.
En 2016 se llegó a la conclusión que la población de rocín —nombre con el que es conocida la especie en esa región— se había sobreestimado y  se calculaba en 1898 machos. La explicación del cambio de censar machos en lugar de individuos estuvo en su comportamiento como ave corredora y huidiza. Así, el canto de los machos es el único elemento fiable al que imputar posteriormente el ratio por sexos (0,61-0,79) a favor de los machos
Así, para esta región —y en base al número total de machos— con los ratios que se manejan, la población de rocín en 2016 estaba en una rango comprendida entre los 3056 y 3397 ejemplares. Un descenso de un 28,8% sobre los datos de 1988.
Con los datos de 2016, la especie se declaró la especie se declaró como «en peligro de extinción»
Poco antes, a finales de 2015, el Gobierno de Aragón inició el procedimiento administrativo para aprobar un plan de conservación de la alondra Ricotí, cuya tramitación administrativa comenzó a partir de la Orden de inicio de 18 de diciembre de 2015, del Consejero del Departamento de Desarrollo Rural y Sostenibilidad, por el que se acordó iniciar el proyecto de Decreto por el que se estableciera un régimen de protección para la alondra Ricotí (Chersophilus duponti) en Aragón, y se aprobó su plan de conservación del hábitat que conllevó la delimitación precisa de diversas áreas críticas. 
En 2019 nuevos censos calculaban la población aragonesa en 1614 machos. Así, utilizando la sex-ratio más conservador (0,61) la tendencia no estaba clara, registrando una muy ligera alza del 1,38%.
Finalmente, con base en los avances preliminares de censos hechos entre 2020 y 2021, se ha determinado un descenso de un 30% de la población, que se atribuye en su mayor parte, a la Borrasca Filomena Eso supondría que, sobre una base del 43,5% de machos en Aragón (1614) del censo anterior, aplicando la sex-ratio más conservadora (0,61) y un rango actual de 560-1050 parejas, se observa una caída del 82,7%, quedando en Aragón en la actualidad, entre 239 y 448 ejemplares de la especie.